# Re-sublimity
Re-sublimity é o segundo single da cantora japonesa Kotoko sobre o selo da Geneon, lançado no dia 17 de novembro de 2004. A faixa-título foi mais tarde adicionada em seu segundo álbum, Garasu no Kaze.

## Resumo
A faixa-título foi usada como tema de abertura do anime Kannazuki no Miko, enquanto "Agony" foi usada como tema de encerramento e "Suppuration -core-" foi usada como faixa inserida no episódio 5. O single alcançou o 8º lugar no rank da Oricon, permanecendo por 12 semanas. Foram vendidas 50.119 cópias desse single, tornando-se seu single mais vestido.
Foram lançadas duas versões desse single: uma normal e uma limitada, sendo que, junto com a edição limitada, foi lançado um DVD que continha dois videoclipes, sendo um do anime Kannazuki no Miko e o videoclipe da própria música.

## Músicas
1. Re-sublimity – 5:19
Composição: Kazuya Takase
Arranjo: Kazuya Takase
Letra: Kotoko
2. Agony – 4:22
Composição: Tomoyuki Nakazawa
Arranjo: Tomoyuki Nakazawa
Letra: Kotoko
3. Suppuration -core- – 5:37
Composição: Kazuya Takase
Arranjo: Kazuya Takase
Letra: Kotoko
4. Re-sublimity (Karaoke) – 5:18
5. Agony (Karaoke) – 4:21